# Іорданська вулиця
Іорда́нська (Йорда́нська) вулиця — зникла вулиця, що існувала в Подільському районі міста Києва, місцевість Поділ. Пролягала від Костянтинівської від № 66-а до Межигірської вулиці між будинками № 83 та 85. 

## Історія
Вулиця виникла в 1-й половині XIX століття під такою ж назвою, від Миколо-Йорданського монастиря, що здавна існував під горою Юрковиця і розташовувався неподалік. 
Ліквідована 1977 року.